# Jean Dieudonné
Jean Alexandre Eugène Dieudonné (1. července 1906 Lille, Francie – 29. listopadu 1992 Paříž, Francie) byl francouzský matematik. Je známý především díky práci v oblastech abstraktní algebry a funkcionální analýzy a také díky úzkému spojení se skupinou Nicolas Bourbaki. Dále se zabýval historií matematiky, především pak historií funkcionální analýzy a algebraické topologie.